# Robin Hood Aviation
Robin Hood Aviation je bila avstrijska letalska družba s sedežem v Gradcu, Avstrija. Bazno letališče družbe je bilo letališče v Gradcu.

## Zgodovina
Družba je bila ustanovljena leta 2005 in je delovala do leta 2011. Njena glavna dejavnost je bila redni potniški promet med avstrijskimi letališči in letališčema Stuttgart in Zürich. Poleg tega je družba opravljala tudi čarterske polete. Večinska lastnika družbe v 2/3 deležu sta bila avstrijska podjetnika Dr. Helmut Rieder in Dr.Raimund Pammer, 1/3 delež pa je imel Georg Pommer.
- 11.aprila 2007 je družba prejela AOC (Air Operation Certifikate[4]), maja 2007 pa je opravila prvi let med Gradcom in Zürichom z letalom Saab 340A.[5]
- Oktobra 2008 je družba pričela z leti na liniji Gradec-Stuttgart[5]
- Z leti med Linzem in Zürichom je družba prenehala po nekaj mesečnem obratovanju[5]
- Poleti 2009 je družba pričela z leti med Celovcem in Zürichom[6]
- Po finančnih težavah v marcu 2010 je družba šla v prisilno poravnavo, a je lahko nadaljevala z letalskimi operacijami. V tem trenutku je družba zaposlovala 24 delavcev.[7]
- 23. avgusta 2011 je družba razglasila plačilno nesposobnost in je naslednji dan prenehala z letalskimi operacijami[8]

## Destinacije
Družba je opravljala lete med naslednjimi letališči
 Avstrija
- Celovec - Letališče Celovec
- Gradec - Letališče Gradec
- Linz - Letališče Linz

 Nemčija
- Stuttgart - Letališče Stuttgart

 Švica
- Zürich - Letališče Zürich

## Flota
Floto je sestavljalo:
- 2 letali Saab 340A (registraciji OE-GIR in OE-GOD)[5]
- 1 letalo Cessna Citation 525
- 1 letalo Beechcraft B200 King Air.